# Paper Plane
Singles de Status Quo
Tune to the Music
(1971) Mean Girl
(1973)
Paper Plane est une chanson sortie en single du groupe anglais Status Quo. Elle est parue le 10 novembre 1972, sera le premier single du groupe pour le label Vertigo Records et fut produite par le groupe.

## Historique
Ce titre est une composition de Francis Rossi et de Robert Young et il figurera sur le 5e album  du groupe, Piledriver. Les paroles viennent d'un poème écrit par Rob Young et qui sera adapté lors de l'enregistrement. Le troisième couplet a été écrit spécialement pour la chanson, il ne figurait pas dans le poème original. Le three grand Deutsche car cité dans ce couplet est une allusion à la Mercedes 600 qui les transportait de concerts en concerts au début des années 1970.
La face B est Softer Ride, un titre qui ne figurera pas sur Piledriver, mais qui devant le succès obtenu par le single sera repris dans l'album suivant, Hello!.
Ce single sera classé pendant 11 semaines dans les charts britanniques où il atteindra la 8e place.

## Liste des titres
- Face A : Paper Plane (Francis Rossi / Robert Young) - 3:07
- Face B : Softer Ride (Rick Parfitt / Alan Lancaster) - 3:34

## Musiciens
- Francis Rossi : chant, guitare.
- Rick Parfitt : chant, guitare.
- Alan Lancaster : basse
- John Coghlan : batterie, percussions.

## Charts
| Date       | Chart            | durée du classement | Position |
| ---------- | ---------------- | ------------------- | -------- |
| 13/01/1973 | UK Singles Chart | 11 semaines         | 8e       |
| 19/02/1973 | Top 100 Single   | 3 semaines          | 42e      |